# NB Comandante Manhães (H-20)
O NB Comandante Manhães (H-20) é uma Navio-balizador da Marinha do Brasil.
Esta é a terceira embarcação de uma série de quatro unidades da mesma classe.

## Origem do nome
O NB Comandante Manhães é a primeira embarcação a utilizar esse nome. É uma homenagem ao Capitão-de-Corveta Antônio Manhães de Mattos, um renomado oficial hidrógrafo que prestou relevantes serviços à Marinha do Brasil.

## Histórico e Missão
Foi construído no Estaleiro São João, na cidade de Manaus, Amazonas, com financiamento da Superintendência Nacional da Marinha Mercante (SUNAMAM), sua construção foi concluida nos Estaleiro da Amazônia (ESTANAVE).
O Batimento de Quilha aconteceu em 18 de outubro de 1983 e foi submetido a Mostra de Armamento e incorporado a Armada em 15 de agosto de 1984.
Afeto à Diretoria de Hidrografia e Navegação da Marinha do Brasil, após a sua incorporação a Armada ficou subordinado ao Centro de Sinalização Náutica Almirante Morais Rego (CAMR), tendo como sede inicial a cidade de Natal, Rio Grande do Norte, integrando o Serviço de Sinalização Náutica do Nordeste. A sua subordinação foi transferida em 1986 para o Serviço de Sinalização Náutica do Nordeste (SSN-3), tendo como nova base de operações o porto de Recife, em Pernambuco. No ano de 2000 foi transferida para a cidade de Natal,a nova sede do Serviço de Sinalização Náutica do Nordeste (SSN-3), desta forma o Navio Balizador Comandante Manhães passou a operar a partir da Base Naval de Natal.
O navio tem como missão apoiar o SSN-3 nas tarefas de implementação, operação, manutenção, instalação ou desativação e fiscalização de sinais de auxílio a navegação de responsabilidade do SSN-3, a fim de contribuir para a segurança da navegação na área do 3º Distrito Naval da Marinha do Brasil, compreendida pelos Estados do Alagoas, Pernambuco, Paraíba, Rio Grande do Norte, Ceará e as ilhas oceânicas dos arquipélagos de Fernando de Noronha e São Pedro e São Paulo, além do Atol das Rocas.
Chamado também de "Bode do Nordeste"

## Período de Modernização do Meio
Durante o ano de 2010, simultaneamente a um Período de Manutenção Geral(PMG), ocorreu a Modernização do Navio na Base Naval de Natal. No PMM, foram instalados no Navio novos equipamentos do sistema de propulsão, geração de energia elétrica, navegação e hidrografia.

## Características
- Deslocamento :300 ton (padrão), 420 ton (carregado;
- Dimensões : 37,51 m de comprimento, 8,83 m de boca, 3,50 m de pontal e 2,56 m de calado;
- Tripulação: 22 homens (2 oficiais);
- Propulsão: 2 motores diesel VOLVO PENTA modelo D16C-C MH, 650 hp cada;
- Velocidade (nós): máxima de 10 nós e sustentada de 8 nós;
- Raio de Ação: 2.880 milhas náuticas;
- Combustível: 85 tons;
- Eletricidade: 3 motores diesel MTU modelo 6R 099 e 3 geradores WEG de 440V;
- Armamento: nenhum.
- Equipamentos de Laborar Bóias:

1 pórtico de popa com capacidade de 10 tons;
1 pau de carga com capacidade de 4 tons;
- Equipamentos de Navegação e Hidrografia:

1 Ecobatímetro de Navegação FURUNO modelo FE-700;
1 Odômetro de Navegação FURUNO modelo DS-80;
1 Ecobatímetro Hidrográfico SIMRAD EA 400;
1 Radar de Navegação FURUNO modelo NAVNET 1954-C;
1 Radar de Navegação FURUNO modelo 1830;
1 DGPS FURUNO modelo GP-150;
1 GPS TRIMBLE NT-200D.
Lema do Navio:
"OU TORA, OU RASGA - NÃO TENTE NOS PÁRAR!!!